# Stuttgart-West
Stuttgart-West – okręg administracyjny (Stadtbezirk) w Stuttgarcie, w kraju związkowym Badenia-Wirtembergia. Liczy 49 625 mieszkańców (31 grudnia 2011) i ma powierzchnię 18,64 km².